# ناپدید شدن (فیلم ۲۰۱۸)
ناپدید شد (کره‌ای: 사라진 밤) یک فیلم سینمایی در ژانر تریلر روان‌شناختی محصول سال ۲۰۱۸ کره جنوبی به کارگردانی لی چانگ هی است. 
بازیگران اصلی این فیلم کیم سانگ-کیونگ ، کیم کانگ وو و کیم هی هی می‌باشد. این فیلم بازسازی فیلم اسپانیایی جسد (فیلم ۲۰۱۲) به کارگردانی اوریول پائولو است.    

## خلاصه داستان
درباره گم شدن جسد خانمی به نام یون سول هی در موسسه ملی تحقیقات علمی می باشد به همین منظور کاراگاه وو جونگ شیک دنبال سر نخ ها میگردد و هم چنین شوهر آن خانم ادعا می کند که او زنده است و …

## تولید
فیلمبرداری  اصلی در ۱۲ ژوئن ۲۰۱۷ آغاز شد. 